# Дагган, Джим

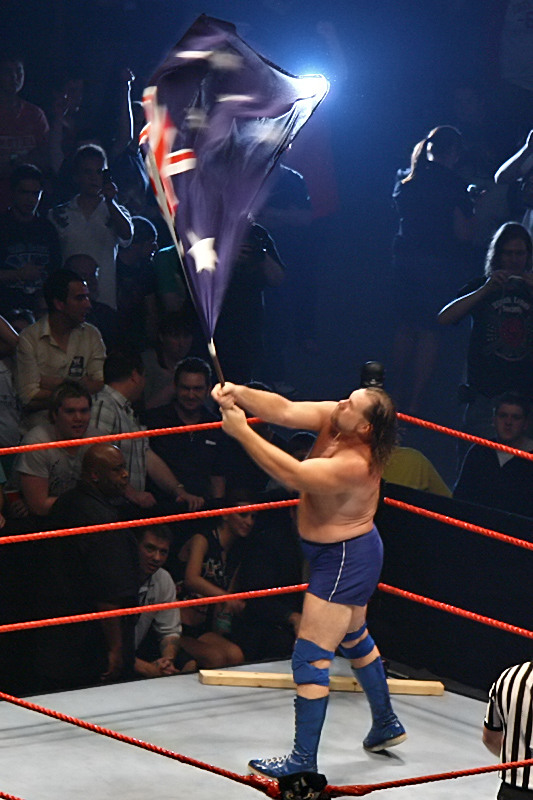
Дагган на ринге

Джеймс Эдвард Дагган-младший (англ. James Edward Duggan Jr., род. 14 января 1954, Гленс-Фолс, Нью-Йорк) — американский рестлер, более известный как «Ножовка» Джим Дагган. Его самый известный персонаж — американский патриот, который использует в качестве оружия деревянный брусок, боевой клич «Хооо!» и скандирование «С-Ш-А!».
Он является первым победителем «Королевской битвы» (1988) в WWF. В 2011 году введен в Зал славы WWE.

## Биография
Джим Дагган родился в многодетной семье. Его отцом был офицер полиции. У него было три старших сестры. Джим вырос в Глен Фоллс. Ещё в школе он считался великолепным атлетом. Он хорошо играл в футбол и баскетбол, бегал и занимался борьбой. Он стал гордостью школы, выиграв чемпионат по борьбе штата Нью-Йорк на школьных соревнованиях без ограничений в весовой категории. До него никто не приносил школе таких наград.
Многие университеты хотели, чтобы Джим поступил к ним по футбольной программе. В их числе престижные университеты штатов Пенсильвании и Огайо, но Джим предпочёл им менее известный Южный методистский университет, где он был назначен капитаном команды. После колледжа Джим попал в команду НФЛ — Atlanta Falcons, но вскоре был освобождён из-за травмы колена.
Дагган перенёс серьёзнейшую операцию по удалению рака почек. Рак почек был обнаружен у Даггана во время работы в WCW. Его борьба с раком широко освещалась, поэтому выздоровление и возвращение Даггана в реслинг было встречено фанатами и родственниками с особой теплотой.
Его идея выносить с собой доску была взята из фильма 1973 года — «Широко шагая», где главный герой повсюду таскал с собой такую же доску и использовал её как оружие. Сам Дагган почти никогда не пользовался этой доской после 1988 года, потому что он чащё всего играет положительного персонажа, а им не свойственно пользоваться оружием. Зато всегда находились негодяи, которые использовали эту доску против него.
В 1987 году Дагган был арестован за вождение в пьяном виде и курение марихуаны.
Дагган утверждает, что боролся в каждом штате Америки, а также других странах: Австралии, Австрии, Багамах, Бельгии, Бермудском Треугольнике, Канаде, Доминиканской Республике, Англии, Франции, Германии, Гуаме, Нидерландах, Ирландии, Италии, Японии, Польше, Шотландии, Испании и Швейцария.

## Карьера
Джим Дагган стал рестлером благодаря Фрицу Ван Эрику. Фриц случайно познакомился с Джимом на выпускном вечере в университете и сказал, что из него вышел бы неплохой рестлер. Тем же летом Джим начал тренироваться у Ван Эрика, а в 1979 году дебютировал в матче против Джино Эрнандеса. (В том же году умерла мать Джима). Джим начал свою карьеру в качестве отрицательного персонажа. Он продолжил тренироваться в Спортаториуме в Далласе, Техас у гавайского промоутера Питера Майвии (дедушки Скалы). Тогда Даггана заметил Винс МакМэн старший, возглавлявший в то время WWF.
Поработав некоторое время в WWF, Дагган начал постоянно работать в организации Georgia Championship Wrestling (GCW). Тогда Дагган выступал под двумя гиммиками:
1. Большой Джим Дагган в США.
2. Заключённый на Гавайях (носил маску).

Поработав недолго в Алабаме, Джим обосновался в Техасе, где и получив свою знаменитую кличку «Ножовка». С 1982 по 1986 годы он работал в NWA. Тогда он выступал в команде Стая Предателей с Тедом Дибиаси, Мэттом Борном и Мистером Олимпией. После того, как Дибиас ушёл в команду Скандор Акбар, Дагган отказался с ним сотрудничать и впервые за свою карьеру стал фейсом. Будучи положительным персонажем он выиграл командные Титулы с Магнумом ТА, а затем и Североамериканский Титул. В 1986 году Джим стал Чемпионом Universal Wrestling Federation (UWF), но вскоре проиграл его Терри Горди. Вскоре Дагган объединился с Терри Тэйлором, чтобы выиграть Командные титулы UWF. Проиграв матч за увольнение, Дагган ушёл из UWF и присоединился к ВВФ.
В 1987 году Джим подписал контракт с WWF. И хоть он не удостоился ни одного Титула WWF, Джим в течение 7 лет оставался фаворитом фанатов. Во время работы в WWF ему приходилось враждовать с такими рестлерами как Харли Рэйс, Хаку (у которого он выиграл Титул «Короля Рестлинга») и Андре Гигант. Дагган является единственным рестлером, который нокаутировал Андре Гиганта. Дагган стал первым победителем Королевской Битвы в 1988 году.
В том же году Дагган враждовал с «русским» Николаем Волковым. Спустя три года, когда Волков стал положительным персонажем, они объединились в одну команду. Вскоре Дагган был уволен из WWF. Он был арестован в одной машине со своим врагом на ринге, Железным Шейхом за хранение кокаина и марихуаны. Оба были немедленно уволены из WWF. Впрочем, вскоре Даггана снова вернули.
Дагган перешёл в WCW в 1994 году. В одном из своих первых матчей в WCW Джим выиграл титул чемпиона Соединённых Штатов WWE у Стива Остина менее, чем за одну минуту. За всё время работы в WCW Даггана очень редко использовали в главных сюжетных линиях. Он в основном выступал на второстепенном шоу WCW Saturday Night.
Дагган ушёл из WCW в 1998 году после того, как у него обнаружили рак почек. Перед уходом Джим демонстративно попрощался с фанатами и даже прослезился на последнем шоу перед операцией. К счастью для Даггана, его реабилитация прошла успешно, так что в конце 1999 года он уже вернулся в WCW. Под влиянием сценаристов Винса Руссо и Эда Феррары, Даггану пришлось стать уборщиком WCW. Несмотря на столь низкую роль, Джим выиграл Титул Телевизионного Чемпиона WCW и стал самым старым рестлером когда-либо выигрывавшем этот Титул. Он достойно защищал свой Титул и остался самым последним обладателем этого Титула.
Под конец карьеры в WCW Джим наконец-то стал участвовать в главных сюжетных линиях. Вследствие одной из них, Дагган забросил свой патриотический гиммик и на время стал на сторону канадцев, которую возглавлял Лэнс Шторм. Это был последний раз, когда Дагган играл отрицательную роль.
Забавно, что Дагган несколько раз появлялся на шоу World Wide Wrestling Alliance, ранее известной как NWA Огайо. Позже его имя значилось в списках руководителей промоушена. Но на своём сайте Дагган стал отрицать своё отношение к этой компании. Он сказал, что никогда не подписывал с ней контракт и вообще никогда не был ни в WWWA, ни в NWA Огайо.
Джим Дагган вернулся в WWE на шоу Прибытие Домой 3 октября 2005 года вместе с некоторыми бывшими работниками WCW и WWE. Это возвращение закончилось дракой с Робом Конвэем. Вследствие голосования фанатов Джим был выбран напарником Юджина в командном матче на Запрещённом Вторнике 1 ноября 2005 года. Дагган вместе с Юджином выступил против Роба Конвэя и Тайсона Томко. После этого он стал враждовать с Эджем и Литой.
В январе 2009 вернулся в WWE на Royal Rumble под 29 и был выброшен Биг Шоу. В январе 2012 снова вернулся в WWE на Royal Rumble матче под номером 19. Был выброшен Коди Роудсом.

## Титулы и достижения
- Pro Wrestling Illustrated
  - № 3 в списке 500 лучших рестлеров 1993 года[1]
  - № 157 в списке 500 лучших рестлеров за всю историю в 2003 году[2]

- World Wrestling Federation/WWE
  - Победитель Королевской Битвы 1988

- World Championship Wrestling
  - Чемпион Соединённых Штатов в тяжёлом весе WCW[3]
  - Телевизионный чемпион мира WCW (последний и самый старый в истории)

- Wrestling Observer Newsletter
  - 1982 Самый прогрессирующий рестлер года
  - 1985 Фьюд года против Теда Дибиаси

- International Wrestling Association
  - Чемпион в Тяжёлом Весе

- International Wrestling Cartel
  - Командный Чемпион со Скотти Гашем

- Mid-South Wrestling
  - Средне-Южный Чемпион Луизианы
  - Средне-Южный Чемпион Северной Америеи
  - Средне-Южный Командный Чемпион с Магнумом ТА

- UWF
  - Командный Чемпион с Терри Тэйлором

- World Wide Wrestling Alliance
  - Чемпион США